# Совіджа Поу
Совіджа Поу (порт. Sovijja Pou, 18 липня 1995) — бразильський плавець.
Учасник Олімпійських Ігор 2016 року.